# 11039 Raynal
11039 Raynal (1989 GH2) là một tiểu hành tinh vành đai chính được phát hiện ngày 3 tháng 4 năm 1989 bởi E. W. Elst ở Đài thiên văn Nam Âu.